# Тисагенлеклеусел
Тисагенлеклеусел — лекарственный препарат для генной терапии острого лимфобластного лейкоза. Одобрен для применения: США (2017)

## Механизм действия
анти-CD19 CAR-Т-клетки.

## Показания
- рецидивирующий или рефрактерный пре-В-клеточный острый лимфобластный лейкоз
- рецидивирующая или рефрактерная диффузная B-крупноклеточная лимфома[2].

## Способ применения
Внутривенная инфузия